# Sa Kaeo
Sa Kaeo (thai: สระแก้ว) är en thailändsk provins (changwat). Den  ligger i den östra delen av Thailand. Provinsen hade år 2002 539 107 invånare på en areal av 7 195 km². Provinshuvudstaden är Sa Kaeo.

## Administrativ indelning
Provinsen är indelad 9 distrikt (amphoe). Distrikten är i sin tur indelade i 59 subdistrikt (tambon) och 619 byar (muban).